# Тихоокеанская научная ассоциация
Тихоокеанская научная ассоциация (ТНА; PSA; Pacific Science Association) — региональная неправительственная научная организация, продвигающая науку и технологии в поддержку устойчивого развития Азиатско-Тихоокеанского региона. Ассоциация является научным ассоциированным членом Международного совета по науке (ICSU).

## История
В 1920 году по инициативе Грегори Герберта, директора музея им. Бернис Бишоп в Гонолулу, была созвана первая тихоокеанская научная конференция, где, помимо обсуждения научных вопросов (по антропологии, геологии, биологии), было принято решение об учреждении Тихоокеанского союза.
В 1926 году он был переименован в Тихоокеанскую научную ассоциацию.
АН СССР была представлена в ассоциации с 1926 года.
С 1975 президент — А. П. Капица.
При АН СССР действовал национальный комитет Тихоокеанская научная ассоциация (председатель академик Б. Г. Гафуров), представлявший 45 советских научных учреждений, связанных с тихоокеанским регионом.

## Тихоокеанский научный конгресс

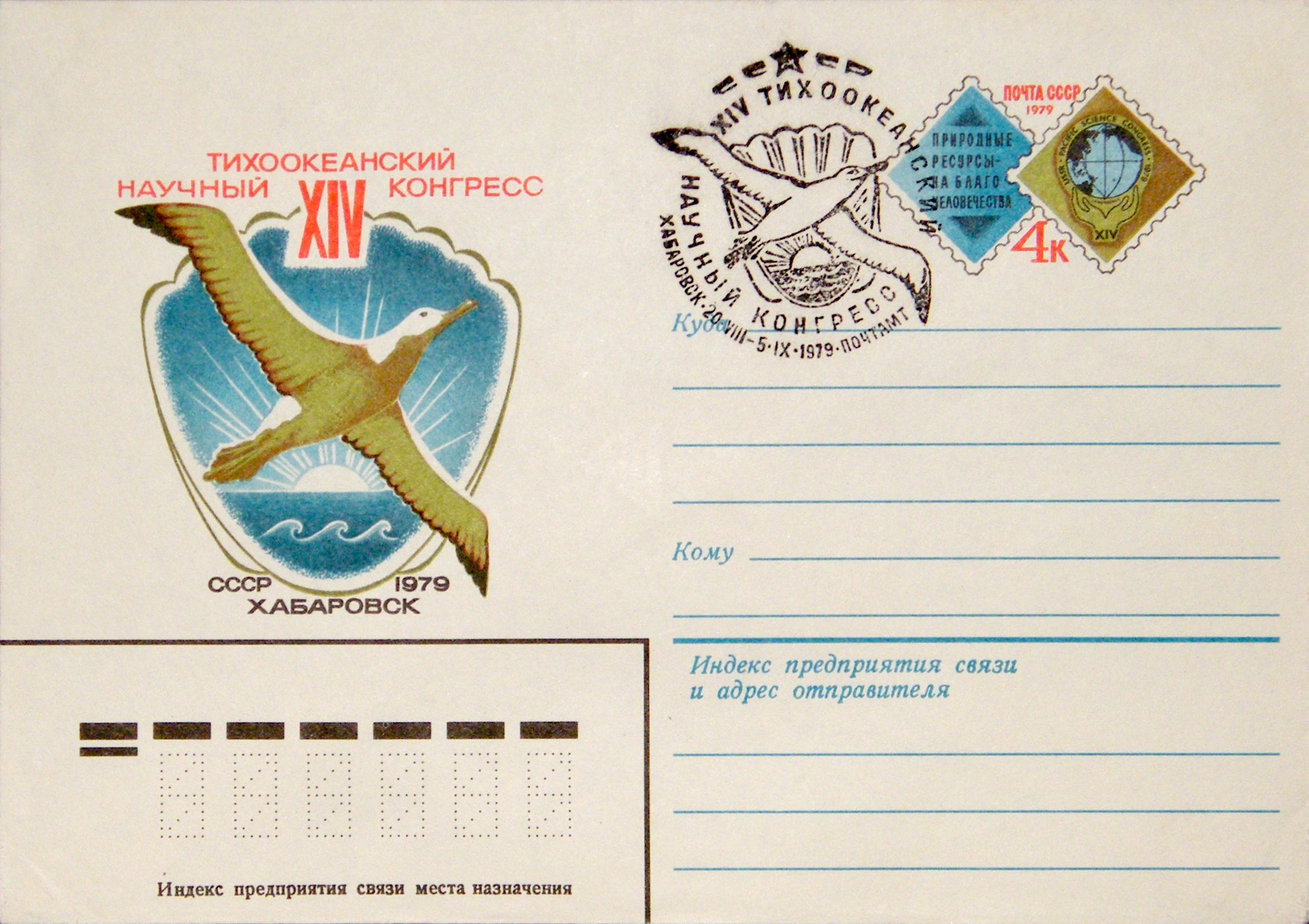
XIV Тихоокеанский научный конгресс, Хабаровск

Ассоциация организует проведение раз в 3—5 лет (обычно 4 года) Тихоокеанских научных конгрессов (или Пан-Тихоокеанский научный конгресс; англ. Pacific Science Congress, PSC) и раз в 2 года межконгрессионных заседаний (англ. Pacific Science Inter-Congress, PSIC), которые являются тематическими и посвящены конкретным проблемам Азиатско-Тихоокеанского региона.
В периоды между конгрессами работают 16 постоянных комитетов по важнейшим тихоокеанским проблемам и наукам (географии; наукам по изучению пресных вод; здравоохранению и медицине; питанию; экосистемам островов Тихого океана; изучению земной коры; образованию; социальным и гуманитарным наукам и др.).
Список конгрессов (№, год и место проведения):
1. 1920 —  Гонолулу (Pan-Pacific Scientific Conference)
2. 1923 —  Мельбурн (Pan-Pacific Science Congress)[3]
3. 1926 —  Токио (Pan-Pacific Science Congress)
4. 1929 —  Ява (Pacific Science Congress)
5. 1933 —  Виктория
6. 1939 —  Калифорния
7. 1949 —  Окленд
8. 1953 —  Кесон[4]
9. 1957 —  Бангкок
10. 1961 —  Гонолулу
11. 1966 —  Токио[5]
12. 1971 —  Канберра[6]
13. 1975 —  Ванкувер[7]
14. 1979 —  Хабаровск[8]
15. 1983 —  Данидин[9]
16. 1987 —  Сеул[10]
17. 1991 —  Гонолулу[11]
18. 1995 —  Пекин[12]
19. 1999 —  Сидней[13]
20. 2003 —  Бангкок[14]
21. 2007 —  Окинава[15]
22. 2011 —  Куала-Лумпур[16]
23. 2016 —  Тайбэй[17]
24. 2024 —  Шаньтоу — PSC-24.

## Деятельность
Ассоциация содействует и обеспечивает междисциплинарные и международные научные исследования и сотрудничество ученых в Азиатско-Тихоокеанском регионе.
Функции ассоциации:
- служит катализатором для научного сотрудничества
- развивает научный потенциал в регионе
- способствует эффективной коммуникации между учеными, политиками и общественностью
- активно привлекает островные государства Тихого океана к региональным и международным научным мероприятиям
- продвигает «науку Тихого океана».

### Награды
- Медаль Шинкиши Хатаи (Shinkishi Hatai) для награждения выдающихся ученых в области морской биологии Тихого океана. Медаль вручается на Тихоокеанском научном конгрессе (начиная с 1966 года).
- Медаль Герберта Грегори (Herbert E. Gregory) учреждена в 1961 году Советом попечителей Музея Бишопа в память о втором директоре музея Герберте Грегори (1919—1936) и его роли в качестве основателя Тихоокеанской научной ассоциации. Медаль присуждается раз в четыре года за выдающиеся заслуги перед наукой в Тихоокеанском регионе и вручается на Тихоокеанском научном конгрессе.
- Почетные пожизненные стипендии.

## Структура
Тихоокеанский научный совет является руководящим органом Тихоокеанской научной ассоциации, проводит свои заседания каждые два года и состоит из одного или нескольких представителей от каждого национального члена (приверженной организации). Совет отвечает за проведение Тихоокеанских научных конгрессов и съездов между конгрессами, процесса голосования по решениям Исполнительного совета, а также избирает членов ИС, которые отвечают за работу Ассоциации между заседаниями Совета.
Национальные члены Совета: Австралия, Китай-Пекин, Китай-Гонконг, Китай-Тайбэй, Франция, Гуам, Индонезия, Япония, Корея, Малайзия, Окинава, острова Тихого океана (Острова Кука, Фиджи, Кирибати, Маршалловы Острова, Науру, Ниуэ, Самоа, Соломоновы острова, Токелау, Тонга, Тувалу, Вануату), Новая Зеландия, Филиппины, Россия, Сингапур, Таиланд, США, Вьетнам.
Национальные комитеты Тихоокеанской научной ассоциации, как правило, устанавливаются каждой Приверженной организацией, которая выбирает своих представителей в Тихоокеанский научный совет. Национальные комитеты также осуществляют деятельность на национальном уровне.
В рамках Тихоокеанской научной ассоциации функционируют следующие Рабочие группы по:
- биоразнообразию
- коралловым рифам
- глобальным изменениям и островам Тихого океана
- коммуникациям в науке и научному образованию
- человеческим ресурсам для будущего
- окислению океана (завершилась в 2011).

## Членство
В Тихоокеанской научной ассоциации предусмотрены следующие категории членства для:
- национальных организаций (приверженных организаций), как правило, Национальные академии наук из каждой страны);
- ученых, участвующих на индивидуальной основе;
- неправительственных организаций.

## Издания
- Pacific Science — ежеквартальный международный междисциплинарный научный журнал, издается Гавайским университетом, является официальным журналом PSA, где публикуются оригинальные исследования и обзорные статьи, посвященные изучению биологических, физических и социальных проблем Тихоокеанского региона.